# IRB Nations Cup 2009
La IRB Nations Cup 2009 fu la 4ª edizione della Nations Cup, competizione internazionale organizzata dall'International Rugby Board al fine di favorire la crescita delle federazioni di secondo livello tramite l'incontro con le nazionali "A" di quelle di primo livello.
Si svolse tra il 12 e il 21 giugno 2009 a Bucarest fra sei squadre: le rappresentative A di Francia, Italia e Scozia e le nazionali maggiori di Romania (Paese organizzatore), Russia e Uruguay.
Fu la terza di dieci edizioni consecutive a tenersi in Romania, e vide la vittoria finale della Scozia A, esordiente nel torneo.

## Formula
Come nell'edizione precedente, per mantenere il torneo a girone unico in tre giornate ciascuna delle sei squadre incontrò solo tre delle altre cinque avversarie.
La classifica finale fu stilata secondo i risultati di tali tre incontri.
Il punteggio adottato fu quello dell'emisfero sud, quindi 4 punti per la vittoria, 2 per il pareggio, 0 per la sconfitta più gli eventuali bonus per quattro mete realizzate e/o la sconfitta con sette o meno punti di scarto.

## Squadre partecipanti
- Francia A
- Italia A
- Romania
- Russia
- Scozia A
- Uruguay

## Risultati

### 1ª giornata
| Arbitro: | John Lacey |

|                                  |      |                                                           |
|                                  | mt   | 14’ Mazars 21’ Martial 35’ Tomas 61’ Estebanez 78’ Montès |
|                                  | tr   | 21’, 35’, 61’ Estebanez                                   |
| Bocchino 11’, 17’, 39’, 60’, 67’ | c.p. |                                                           |

| Arbitro: | Chris Draper |

| |      |              |
| Dewey 1’ Thompson 6’, 22’ Kellock 12’ S. Lawson 34’ Cusiter 46’ Jackson 47’ MacDonald 53’ Cairns 59’ | mt   | 37’ Luhin    |
| Jackson 12’, 59’                                                                                     | tr   | 37’ Kušnarëv |
| Jackson 21’                                                                                          | c.p. |              |

| Arbitro: | David Smortchevsky |

|                    |      |                     |
| Campomar 69’       | mt   | 8’ Vlaicu 21’ Manta |
|                    | tr   | 8’, 21’ Vlaicu      |
| Etcheverry 6’, 39’ | c.p. | 4’ Vlaicu           |

### 2ª giornata
| Arbitro: | JP Doyle |

|                                |      |                |
| Webster 19’, 52’ S. Lawson 70’ | mt   |                |
| Blair 19’, 52’, 70’            | tr   |                |
| Blair 39’, 45’                 | c.p. |                |
|                                | drop | 64’ Etcheverry |

| Arbitro: | David Smortchevsky |

|                                                    |      |              |
| Bocchino 19’ Ravalle 41’ Sepe 48’ Vosawai 70’, 79’ | mt   |              |
| Bocchino 19’, 41’, 48’, 70’, 79’                   | tr   |              |
|                                                    | c.p. | 42’ Kušnarëv |

| Arbitro: | John Lacey |

|                           |      |                              |
| Martial 20’ Forestier 24’ | mt   | 49’ Dumitraș                 |
| Porical 20’, 24’          | tr   | 49’ Vlaicu                   |
| Porical 11’ Audy 80’      | c.p. | 31’ Dumitraș 44’, 60’ Vlaicu |

### 3ª giornata
| Arbitro: | Chris Draper |

|                                             |      |                                 |
| Ostrouško 7’ Janjuškin 35’, 60’ Baženov 49’ | mt   | 38’ Sánchez 77’ Espiga          |
| Janjuškin 35’, 49’ Kušnarëv 60’             | tr   | 38’ Morales 77’ Etcheverry      |
| Janjuškin 47’                               | c.p. | 23’, 65’ Etcheverry 59’ Morales |
|                                             | drop | 5’ Etcheverry                   |

| Arbitro: | John Lacey |

|                                             |      |                 |
| Pavanello 64’ Pratichetti 69’ Bacchetti 79’ | mt   | 52’ Calafeteanu |
| Bocchino 64’, 69’, 79’                      | tr   | 52’ Vlaicu      |
| Bocchino 30’                                | c.p. | 27’, 43’ Vlaicu |

| Arbitro: | JP Doyle |

|                                |      |                         |
| Vernon 71’                     | mt   |                         |
| Jackson 71’                    | tr   |                         |
| Jackson 3’, 13’, 20’, 39’, 44’ | c.p. | 28’, 47’, 56’ Estebanez |
|                                | drop | 61’ Lespinas            |

## Classifica
|  | Squadre   | G | V | N | P | PF | PS  | P±  | B | PT |
|  | --------- | - | - | - | - | -- | --- | --- | - | -- |
|  | Scozia A  | 3 | 3 | 0 | 0 | 98 | 26  | +72 | 1 | 13 |
|  | Italia A  | 3 | 2 | 0 | 1 | 74 | 47  | +27 | 1 | 9  |
|  | Francia A | 3 | 2 | 0 | 1 | 63 | 53  | +10 | 1 | 9  |
|  | Romania   | 3 | 1 | 0 | 2 | 46 | 55  | -9  | 1 | 5  |
|  | Russia    | 3 | 1 | 0 | 2 | 39 | 110 | -71 | 1 | 5  |
|  | Uruguay   | 3 | 0 | 0 | 3 | 40 | 73  | -33 | 2 | 2  |